# Lifeblood
Lifeblood is het zevende studioalbum van de Welshe alternatieve rockband Manic Street Preachers uit 2004.

## Overzicht
De muzikale stijl van het album verschilt van het gebruikelijke gitaargeluid van de Manic Street Preachers door te verschuiven naar een stijl die wordt gedomineerd door de synthesizer.

## Ontvangst
Het album werd matig tot redelijk ontvangen door de pers. De twee singles, "The Love of Richard Nixon" en "Empty Souls" behaalden beide de tweede plaats in de UK Singles Chart.

## Tracks
| Nr. | Titel                     | Duur |
| --- | ------------------------- | ---- |
| 1.  | 1985                      | 4:08 |
| 2.  | The Love of Richard Nixon | 3:38 |
| 3.  | Empty Souls               | 4:05 |
| 4.  | A Song for Departure      | 4:20 |
| 5.  | I Live to Fall Asleep     | 3:57 |
| 6.  | To Repel Ghosts           | 3:58 |
| 7.  | Emily                     | 3:34 |
| 8.  | Glasnost                  | 3:14 |
| 9.  | Always/Never              | 3:42 |
| 10. | Solitude Sometimes Is     | 3:21 |
| 11. | Fragments                 | 4:02 |
| 12. | Cardiff Afterlife         | 3:27 |